# Salvador Martínez Cubells
Salvador Martínez Cubells, né le 9 novembre 1845 à Valence (Espagne) et mort le 21 janvier 1914  à Madrid, est un artiste peintre et restaurateur de peintures espagnol. Il s'est spécialisé dans la peinture d'histoire et les scènes de genre, a restauré de nombreuses œuvres du musée du Prado et a transposé sur toile 14 Peintures noires de Francisco de Goya.

## Biographie

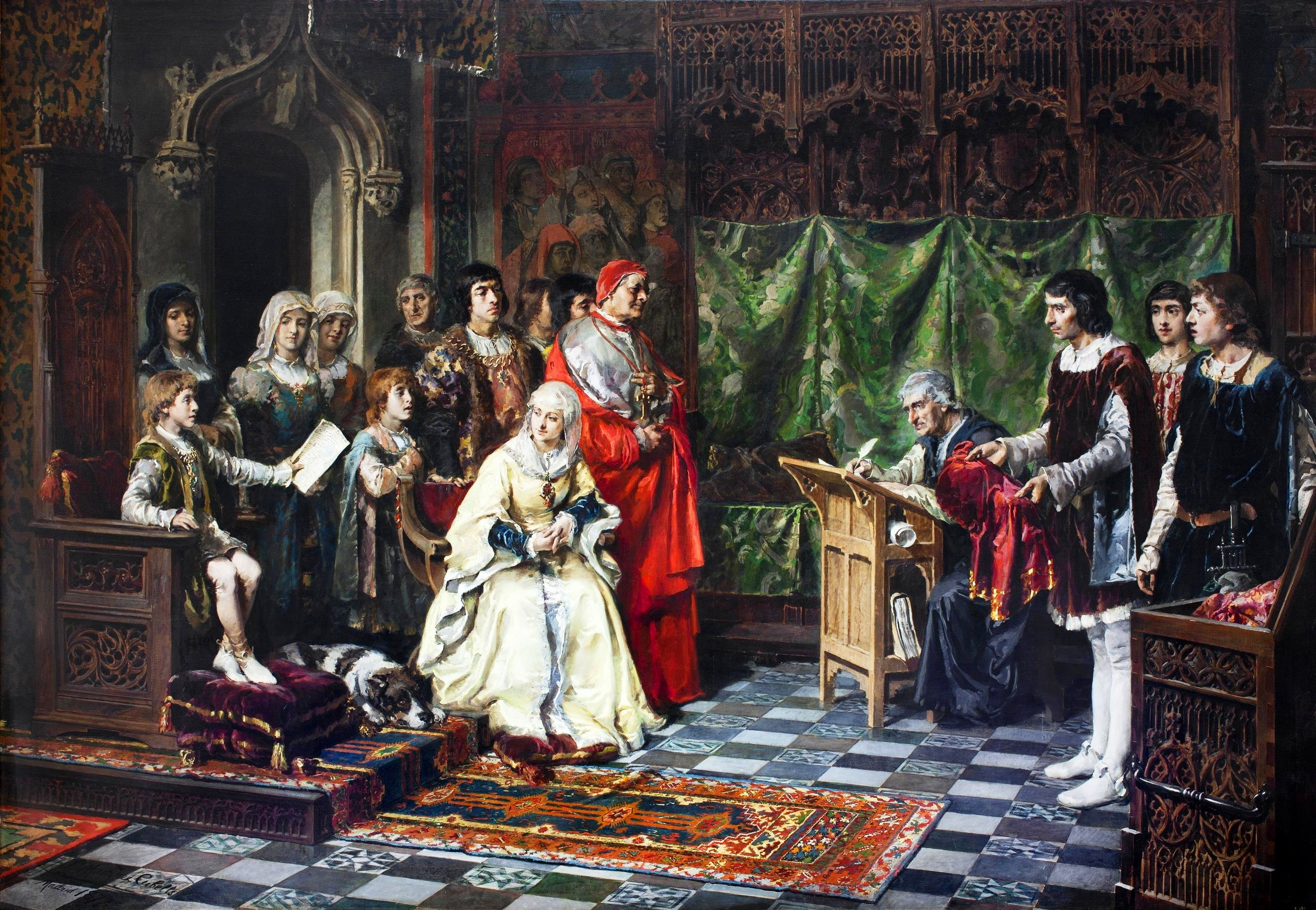
Educación del príncipe don Juan (1877).

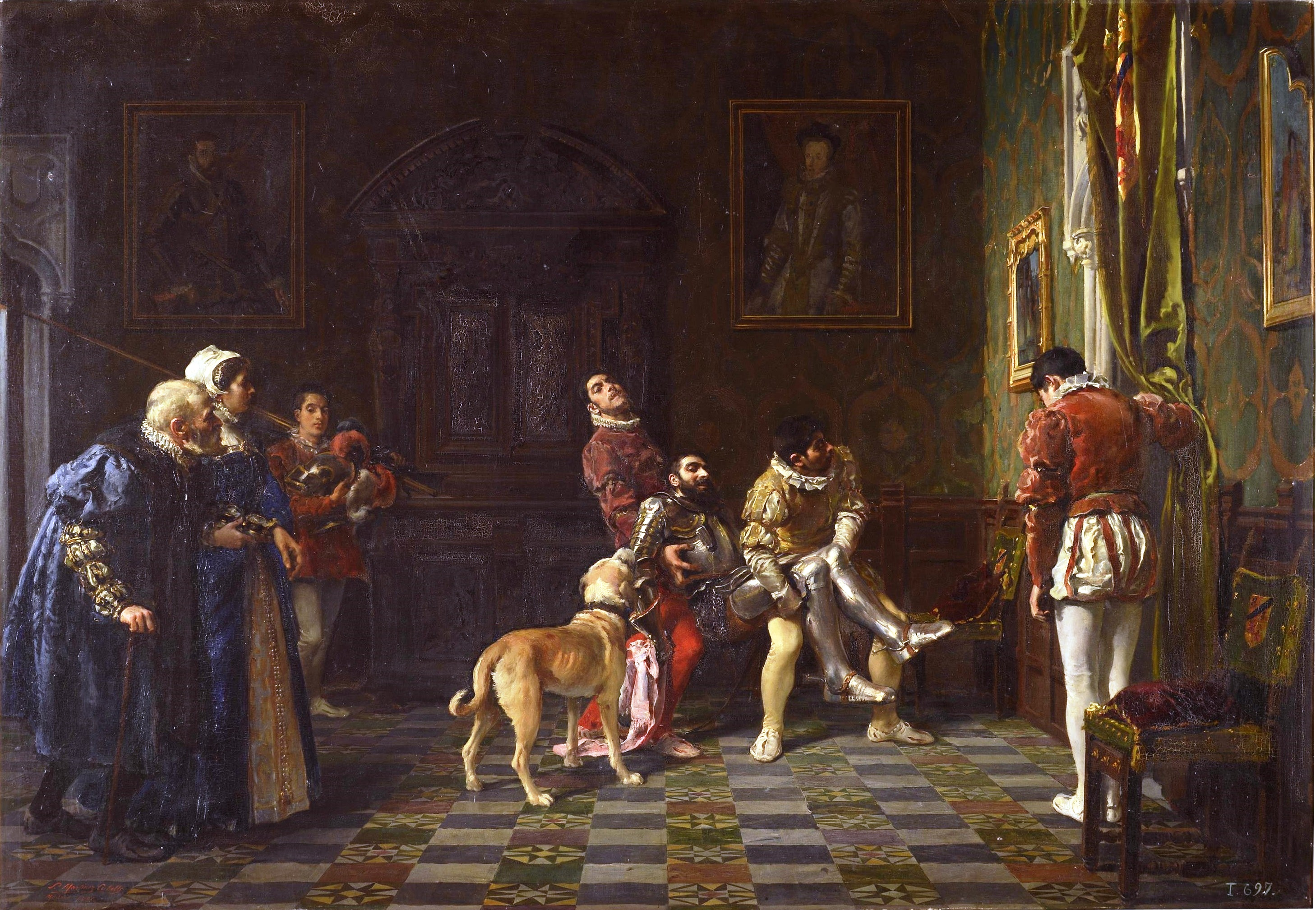
La vuelta del torneo (1881).

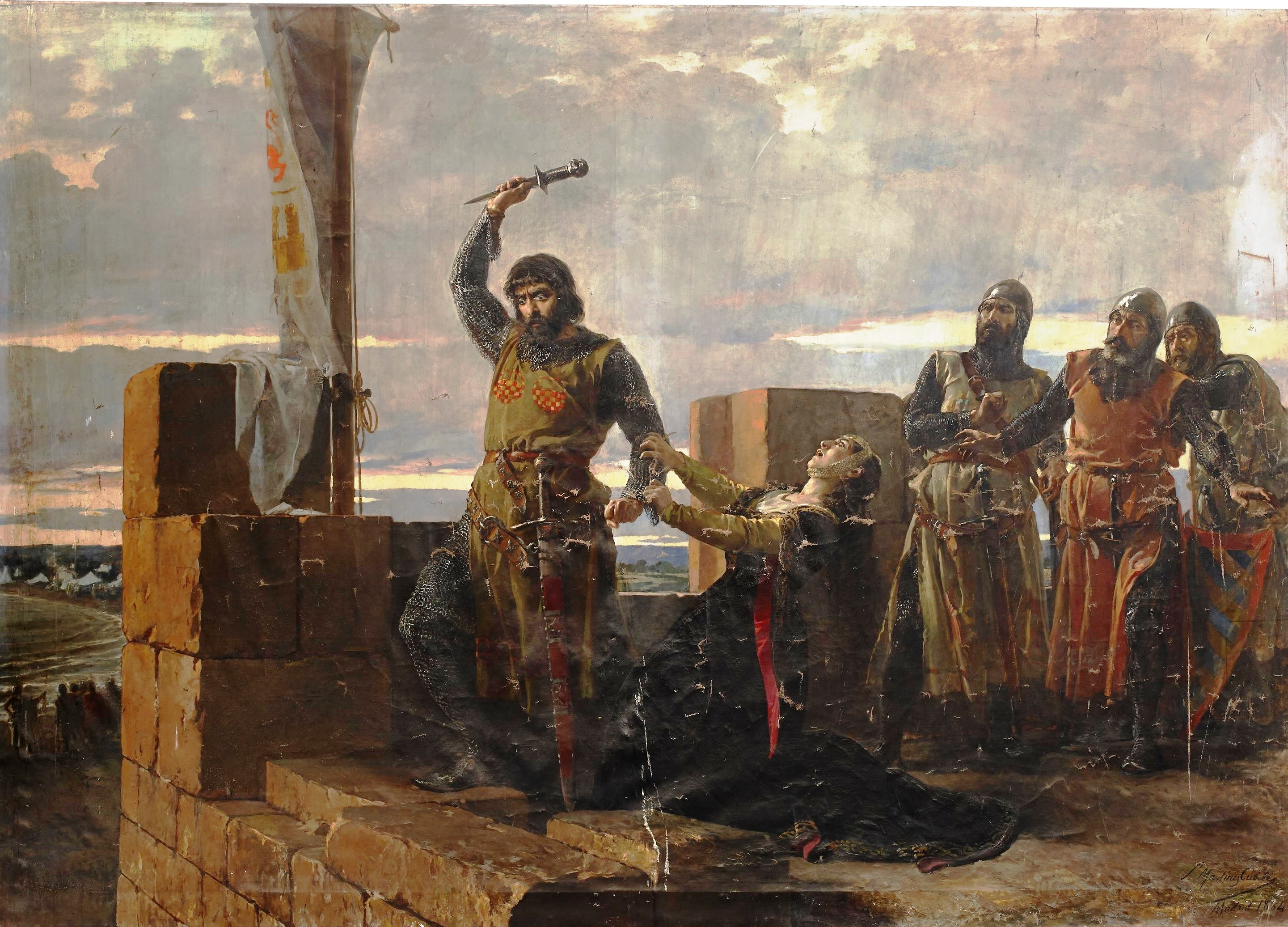
Guzmán el Bueno arrojando su daga en el cerco de Tarifa.

### Débuts artistiques
Son premier instructeur est son père, Francesco Martínez Yago, également peintre.
Ses premières œuvres sont Baile de labradores (« Danse de laboureurs ») et La visita del novio (« La visite du fiancé »), dont la première est présentée à l'Exposition nationale de 1864. Vers 1867, il réalise la toile La muerte de los Carvajales (« La mort des frères Carvajal »), que le comte de Pinohermoso achète, avant de lui passer la commande de La herida de don Jaime en la conquista de Valencia (« La blessure de don Jacques lors de la conquête de Valence »), présentée à l'Exposition aragonaise de 1868.
De cette première étape, les œuvres les plus importantes demeurent La vuelta del torneo, conservée au Musée des beaux-arts de Valence, et Guzmán el Bueno arrojando su daga en el cerco de Tarifa.

### Maturité et reconnaissance
Martínez Cubells participe aux Expositions nationales des beaux-arts de façon ininterrompue de 1864 à 1889, auxquelles il a présenté 60 tableaux.
Il a été récompensé lors de ces concours de deux médailles de première classe ainsi que d'une médaille de deuxième classe (en 1876) et une médaille de troisième classe (en 1871).
Il obtient en 1909 la médaille d'or à l'Exposition internationale de Munich.
Il devient ensuite membre de l'Académie royale des beaux-arts de San Fernando et professeur de l'École des arts et métiers de Madrid. Il est également membre de l'Association des Écrivains et Artistes Espagnols.
Il reçoit par ailleurs plusieurs distinctions, dont :
- Croix de l'Ordre d'Isabelle la Catholique ;
- Commandeur de l'Ordre de Charles III d'Espagne ;
- Chevalier de l'Ordre de San Miguel ;
- Médaille des Beaux-arts.

### Martínez Cubells portraitiste
Il se consacre au portrait, obtenant dans ce domaine une certaine célébrité auprès de l'aristocratie madrilène — ses deux médailles de première classe, Educación del príncipe don Juan et Doña Inés de Castro, sont des peintures de cet ordre.

### Martínez Cubells restaurateur

#### Restauration d'œuvres d'art
Il se spécialise également dans la restauration d'œuvres d'art, et sera même considéré comme le plus grand expert en restauration de peinture de l'époque en Espagne. En 1869, il devient le premier restaurateur du musée du Prado, étant initialement sous la direction d'Antonio Gisbert. Il continue d'exercer pendant 26 ans (jusqu'en 1895), sous la direction successive de Francisco Sans Cabot (es) et de Federico de Madrazo. Son expertise le poussa à créer une école de restaurateurs, qui a fonctionné jusqu'au début du XXe siècle.
Il a notamment restauré la toile San Antonio de Padua de Bartolomé Esteban Murillo, ainsi que plusieurs tableaux d'El Greco.

#### Transposition sur toile desPeintures noiresde Goya

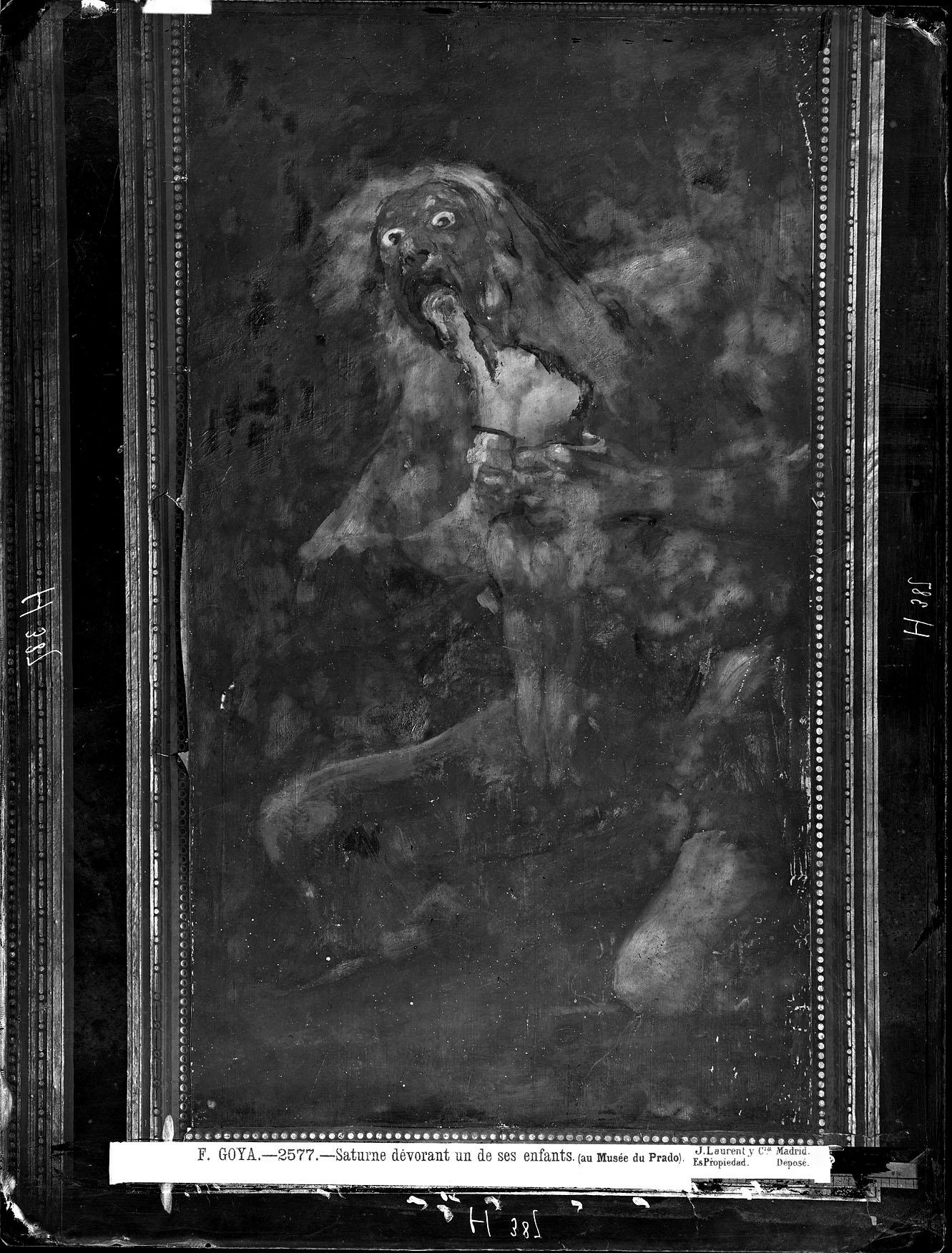
Saturne dévorant un de ses fils dans la Quinta del Sordo, peu avant sa transposition sur toile par Salvador Martínez Cubells. Photographie de Jean Laurent (1874).

L'un de ses plus grands travaux a été de transposer sur toile les 14 Peintures noires qu'avait peintes Francisco de Goya sur les murs de la Quinta del Sordo. Il commence l'opération de « décrochage » en 1874, peu après que Jean Laurent a photographié les œuvres vouées à disparaître. C'est un long processus, et en 1875, il a transposé 4 peintures, dont Le Sabbat des sorcières, que la presse locale de l'époque, via El Globo décrit comme Asamblea de brujos y brujas (« Assemblée de sorciers et de sorcières »).
La transposition de ces peintures est une commande de celui qui est alors propriétaire de la maison, le baron Émile d'Erlanger, aristocrate et banquier français. Le travail est terminé avec succès, malgré les difficultés. Cela a notamment été possible grâce à la série de photographies qu'a réalisée Jean Laurent afin de servir de guide.

### Martínez Cubells Décorateur
Martínez Cubells participe par ailleurs à différents travaux de décoration, comme l'ornementation de la basilique de Saint-François-le-Grand de Madrid, où il a suivi les directives de Carlos Luis de Ribera y Fieve.

### Mort
Salvador Martínez Cubells meurt à Madrid le 21 janvier 1914.
Son fils, Enrique Martínez Cubells (es) deviendra également un peintre reconnu.

## Distinctions
- Commandeur de l'ordre de Charles III